# ヨハン・デ・メイ
ヨハネス（ヨハン）・アブラハム・デ・メイ（Johannes(Johan) Abraham de Meij, 1953年11月23日 - ）は、オランダの作曲家、指揮者、トロンボーン奏者。ヨハン・デ＝メイなどとも表記される。

## 人物・来歴
フォールビュルフに生まれ、ハーグ王立音楽院で吹奏楽指揮とトロンボーンを学ぶ。卒業後、オランダ軍軍楽隊のトランペットおよびトロンボーン奏者、アムステルダム・ウィンド・オーケストラ（The Amsterdam Wind Orchestra）のトロンボーンおよびユーフォニアム奏者、アムステルダム・トロンボーン・カルテット奏者として活動する傍ら、音楽のジャンルを問わない編曲活動を行う。デ・メイの最初の本格的な吹奏楽作品である交響曲第1番「指輪物語」で1989年にサドラー国際吹奏楽作曲賞を受賞し、吹奏楽作曲家としてデビュー。その後、吹奏楽編成の作曲活動を中心に、編曲家としても多くの作品を世に送り出している。
指揮者としても世界的な活躍を見せており、ニューヨーク・ウィンド・シンフォニーと九州管楽合奏団の首席客演指揮者や、シモン・ボリバル青少年交響吹奏楽団（Banda Sinfónica Juvenil Simón Bolívar）の定期客演指揮者を務める。
2007年、吹奏楽の発展への貢献が評価され「オランダ・ウインド・ミュージック賞2007」を授与されている。

## 主要作品
日本では主に吹奏楽編成の楽曲が知られているが、その他にも管弦楽曲なども手掛けており、また、クラシック音楽やミュージカルなどの名曲からの編曲作品も多い。吹奏楽の分野では、日本国内においてその名が知られるようになった1990年代以降、フィリップ・スパークやヤン・ヴァン=デル=ローストらとともに安定した人気を誇るヨーロッパの作曲家の1人である。また、下述の主要作品にあるように、複数の編成の作品に同じタイトルの作品があるものが存在するが、これはどちらかの編成で作曲した後、作曲者自身の手によってもう一方の編成用に編んだためであり、同様の手法は上述のスパークら他のヨーロッパの作曲家にも見られる。（交響曲第1番「指輪物語」の管弦楽編成は、デ＝メイ監修、ヘンク・デ・フリーヘル編曲。）

### 吹奏楽作品
- 交響曲第1番「指輪物語」
- 交響曲第2番「ビッグ・アップル （ニューヨーク シンフォニー）」
- 交響曲第3番「プラネット・アース」
- 交響曲第4番「歌のシンフォニー」
- 交響曲第5番「Return to Middle Earth」
- Tボーン協奏曲（トロンボーン協奏曲）
- Twoボーン協奏曲
- UFO協奏曲
- 交響詩「ネス湖」(スコットランド幻想曲)
- アクアリウム(水族館)
- コンチネンタル序曲
- ラ・クインテセンザ
- カサノヴァ (チェロと吹奏楽のための)
- マドローダム　小組曲
- ウィンド・イン・ザ・ウィロー（たのしい川べ）
- ヴェネチアン・コレクション
- ポーランドのクリスマス音楽
- クレツマー・クラシックス
- ウィンディー・シティー序曲
- エクストリーム・メイクオーヴァー 〜チャイコフスキーの主題による変容〜（2005）
- エクストリーム・ベートーヴェン 〜ルートヴィヒ・ヴァン・ベートーヴェンの主題による変容〜（2012）
- 頌歌 (バストロンボーンと吹奏楽のための)
- 組曲「オランダの巨匠たち」
- ダウンタウン・ディヴェルティメント
- サンマルコのこだま
- フィフティ・シェイズ・オブ・E
- アフリカン・ハーモニー
- ダ・ヴィンチ

### ブラスバンド作品
- エクストリーム・メイクオーヴァー 〜チャイコフスキーの主題による変容〜
- シンフォニエッタ第1番

### ブラスアンサンブル作品
- パッチワーク
- 祝典ファンファーレ

### 管弦楽作品
- 交響曲第2番「ビッグ・アップル （ニューヨーク シンフォニー）」
- 交響曲第3番「プラネット・アース」
- クレツマー・クラシックス
- ウィンディー・シティー序曲

### 編曲作品
- ミュージカル「オペラ座の怪人」 (ロイド・ウェバー)
- ミュージカル「ミス・サイゴン」 (クロード＝ミシェル・シェーンベルク)
- ミュージカル「チェス」 (ウルヴァース)
- ミュージカル「エリザベート」 (リーヴァイ)
- ミュージカル「キャッツ」 (ロイド・ウェバー)
- タンタン〜太陽の神殿 (ブロッセ)
- スター・ウォーズの伝説 (J.ウィリアムズ)
- 君の瞳に恋してる (クリュー)
- マーチ・トゥ・マース (ステファーロ)
- 愛と哀しみの果て (バリー)
- シャンソン・ダムール(シャンクリン)
- オペラ「マゼッパ」より子守歌 (チャイコフスキー)
- 朝の歌 (エルガー)
- ホンキートンク・ラグタイム (ファウスト)
- ジャズ組曲第2番 (ショスタコーヴィチ)
- 葬送音楽（メロドラマ「ベルグリョート」から） (グリーグ)
- 「アラディン」組曲 (ニールセン)
- 組曲「惑星」からジュピター讃歌 (ホルスト)
- 「セント・ポール組曲」からジーグ (ホルスト)
- わが祖国に (ズヴェールス)
- 3つのラグ・カプリス (ミヨー)
- ラタトゥーユ・サティリーク (サティ)
- アメリカ組曲 (ドヴォルザーク)
- 亡き王女のためのパヴァーヌ (ラヴェル)
- バレエ組曲「ちょうちょ」(ランケスター)
- 歌劇「ムラダ」より 凱旋行進曲 (ムソルグスキー)
- 交響曲第4番より アンダンテ、アラ・マルチャ (ドヴォルザーク)
- 死と乙女 (シューベルト)
- 「ヘンリー五世」より (ドイル)
- ウーマン・イン・ホワイト (ロイド・ウェバー)

## 作品解説
ここに挙げる楽曲は、交響曲ということで、その編成の規模の大きさ、楽曲の難易度の高さ、演奏時間の長さ等々の理由から、日本国内においては、全楽章を演奏会で取り上げる例は多いとは言い難い。但し、アマチュア団体が演奏会やコンクール等で、一部の楽章を取り上げる（各楽章からの抜粋含む）例は存在する。また、そうした声を反映して、ポール・ラヴェンダーなどの手による、難易度を下げたハイライト版の編曲譜（デ＝メイ本人によるものではない）も存在する。編曲譜には、ポール・ラヴェンダー編曲による交響曲第1番「指輪物語」抜粋版などのように、演奏上の難易度を考慮して一部楽章に原曲とは異なる調性によって編曲されたものもある点は注意を要する。

### 交響曲第1番「指輪物語」
交響曲第1番「指輪物語」（The Lord of the Rings）は、イギリスの作家 J・R・R・トールキンのファンタジー作品『指輪物語』に着想を得た、『旅の仲間』がモチーフの、5楽章構成の吹奏楽編成の交響曲である。1988年作曲。演奏時間は、およそ40分。1989年に、ヨーロッパの作曲家による作品としては初となるサドラー国際吹奏楽作曲コンペティション（サドラー賞と略称される）で1等を獲得している。人気や評価の高いオーケストラ作品では、一つの作品に対して 様々な指揮者・オーケストラによるCDがリリースされるが、それと同様に、世界の主要な吹奏楽団による演奏のCDがリリースされている。また、曲は吹奏楽がオリジナルの編成であるが、2001年には、ヘンク・デ・フリーヘル（Henk de Vlieger）によって管弦楽編成への編曲がなされ（デ＝メイが監修）、ロンドン交響楽団の演奏によるCDが発売された。
1. 魔法使い"ガンダルフ"
2. エルフの森"ロスロリアン"
3. ゴクリ（スメアゴル）
4. 暗闇の旅 （a. モリアの坑道、 b. カザド=ドゥムの橋）
5. ホビットたち

### 交響曲第2番「ビッグ・アップル」
交響曲第2番「ビッグ・アップル」（ニューヨーク シンフォニー）は、アメリカ合衆国の都市・ニューヨークの光景を描いた、2楽章構成の吹奏楽編成の交響曲である。1楽章と2楽章の間に「タイムズ・スクウェア・カデンツァ」という"つなぎ"の部分があるが、これがこの楽曲の特徴の一つとも言える。これには、作曲者デ＝メイ自身が、ニューヨークの街中で録音したという「喧騒」が効果音として用いられる（フルスコアにCDで付いている）。楽曲は、全体で30分を超える演奏時間であるが、特に高音金管楽器群は 速いパッセージの連続したハイトーンを要求されるなど、超絶技巧に近い演奏技術と、吹きこなせるだけの体力を求められる難曲・大曲であると言える。この曲も、交響曲第1番「指輪物語」と同様、管弦楽版への編曲がなされ（デ＝メイ本人による）、CDが発売されている。
1. スカイライン（Skyline）
  - タイムズ・スクウェア・カデンツァ（Interlude）
2. ゴーサム（Gotham）

### 交響曲第3番「プラネット・アース」
交響曲第3番「プラネット・アース」は、"惑星地球"をテーマに描いた、3楽章構成の管弦楽編成の交響曲である。この交響曲は、前2作とは異なり、管弦楽のための楽曲として作られた。SE（効果音）が多く用いられ、壮大な楽曲に仕上がっている。第1楽章 及び 第3楽章には女声合唱も加わる。演奏時間は約50分。北オランダ管弦楽団のアーティスティックマネージャーの委嘱により作曲され、2006年3月2日に オランダ・ロッテルダムにおいて 同楽団の演奏により世界初演。吹奏楽版は、2007年6月8日に、大阪市音楽団の第94回定期演奏会にて作曲者デ＝メイ自身の指揮によって日本初演された。吹奏楽版は、2006年のコルチャーノ国際吹奏楽作曲コンクールで2位を獲得している。
1. ロンリー・プラネット - 主にSEが主役の楽章。演奏時間 約17分。
2. プラネット・アース - 冒頭のホルンのソロを筆頭に管弦楽が主役の楽章。演奏時間 約17分。
3. マザー・アース - SEと管弦楽と合唱が加わり楽曲を形作る。演奏時間 約17分。